# 片葉之葦

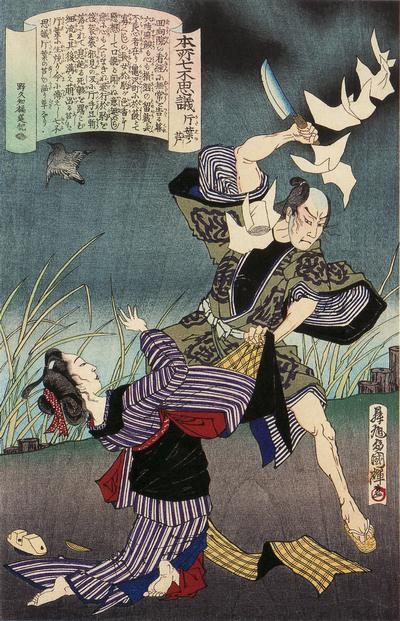
『本所七不思議之內片葉之蘆』（片葉之葦） 三代目歌川國輝・畫

片葉之葦（片葉の葦，かたはのあし）是以本所（東京都墨田區）為舞台的怪談本所七大不可思議之一。
江戶時代本所的附近住的美女阿駒(お駒)為家附近的男子留藏所愛慕，他曾幾次想要強行擁抱阿駒，阿駒卻對他非常冷漠，最終激怒了留藏，追趕阿駒而出。

他們一逃一追到了隅田川入口的駒止橋附近（現在的藏前橋附近），留藏襲擊了阿駒，砍下她的一手一腳，最終將屍身投入河中。

在這之後駒止橋此側的河岸都長滿了茂盛的蘆葦，卻詭異的只長出半邊的葉子，彷彿是阿駒的怨念在作祟一般。

故事的尾聲，留藏發狂而死。這即是片葉之葦的由來。

## 腳註
1. ↑  木木津克久，漫畫《驚嚇·陽子與田乃中的百鬼行事件簿》，玄怪之本所七大不可思議。2010年7月3日查閱。
2. ↑  .   [2013-06-22]. （原始内容存档于2012-08-12）. 片葉の葦（本所七不思議），下町めぐり.jp。2013年6月22他人補充。